# كراي إكس 2
كراي إكس 2، (بالإنجليزية: Cray X2)‏، هي عبارة عن عقدة معالجة للحاسوب الفائق (كراي إكس تي 5)، تم تطويرها، وبيعها بواسطة (شركة كراي). وأطلقت في عام 2007.

## مقدمة
Cray Black Window نظام تفرعي شعاعي ذات ذاكرة مشتركة موزعة تربط حتى 38,000 معالج، وهي بنية مصممة للتعامل مع تطبيقات شبكية تتطلب وصول سريع للذاكرة والتعامل مع معطيات ضخمة، وهي متكاملة مع البنية Cray XT لتكوين نظم أضخم تحمل خواص البنيتين.

## نظرة عامة
إن البنية Black Window مؤلفة من عقد SMP كل عقدة تحوي أربع معالجات، وهذه العقد مرتبطة مع بعضها من خلال توزع شبكي يدعى (high_radix folded_Clos topology) وسيتم شرح ذاك في الفقرات التالية.

## بنية العقدة
تتألف كل عقدة من أربع معالجات Black Window و16 شريحة كل شريحة تحوي ذواكر DDR2 تدعى هذه الشريحة Memory Daughter Card(MDC) حيث أن كل عقدة تزود البنية ب128GB من السعة الإجمالية.
التوزع الشبكي:
بغرض تخفيض التكلفة والتقليل من أعباء الشبكة اعتمدت البنية توزع يدعى (high-radix folted-Clos topology) الموضح في الشكل حيث أن عملية التوجيه تتم باستخدام تابع تقطيع. بفرض بنية BW تحوي 1024 معالج عندها نحتاج إلى 32 توزع من الدرجة الأولى R1 كل توزع يحوي 32 معالج (8 عقد) مرتبطة بأربع موجهات, وهذه التوزعات يتم وصلها بموجهات الدرجة الثانية. تستخدم البنية BW موجهات من النوع YARK_chip.
تعليب النظام :
يتم تجميع كل عقدتين في كرت واحد compute module وفي هذه الحالة يصبح كل كرت (compute module) يحوي 8 معالجات BW و32 شريحة MDC، يمكن تركيب 8 كروت compute modules على قاعدة واحدة وفي الجهة الخلفية للقاعدة يمكن تركيب 4 كروت توجيه كل كرت يحوي شريحتين YARK ,يمكن تمثيل كل قاعدة كتوزعين من الدرجة الأولى، إن كل علبة نظام BW تحوي قاعدتين وبالتالي تحوي 128 معالج BW، يتم ربط علب النظام مع علب خاصة للتوجيه في حال كان التوزع من الدرجة الثانية.